# Absolue
Absolues sind meist aus Pflanzen gewonnene, hochkonzentrierte ölige Duftstoffe. Während ätherische Öle üblicherweise durch Wasserdampfdestillation gewonnen werden, geschieht die Extraktion der Absolues bei Zimmertemperatur mithilfe von Lösungsmitteln.

## Verfahren
Das Pflanzenmaterial wird in einem Lösungsmittel wie Hexan, Petrolether, Toluol, Methanol oder Ethanol eingelegt. Anschließend wird das Lösungsmittel durch Kühlung, Filtrierung und Verdampfung entfernt. Es entsteht dabei eine lösungsmittelfreie Paste, das Concrète, das anschließend mit Alkohol versetzt und gefiltert wird. Diese Lösung kann dann in Parfüms verwendet werden.

## Charakter und Verwendung
Absolues sind üblicherweise konzentrierter als ätherische Öle. Der Gewinnungsprozess ist aufgrund der niedrigen Temperaturen schonender als bei der Gewinnung ätherischer Öle, weshalb der Duft näher an die Ursprungspflanze heranreicht. Ein  klassisches Beispiel ist der Unterschied zwischen destilliertem Rosenduft und Rosenabsolue. Manche Rohstoffe sind im Übrigen zu fragil, um über das klassische Destillationsverfahren gewonnen zu werden, weshalb hier meist ein Absolue produziert werden muss. Beispiele dafür sind Jasmin oder Bienenwachs.
Bekannte Absolues gewinnt man aus Akazien, Champaca, Eichenmoos, Frangipani, Ginster, Heu, Heliotrop, Hyazinthe, Iris, Jasmin, Lotosblumen, Magnolie, Mimose, Narzisse, Osmanthus, Rose, Tabak, Tonkabohne, Tuberose und Vanille.

## Historischer Kontext und Entwicklung der Absolue-Gewinnung
Die Gewinnung von Absolues ist ein Verfahren, das sich über Jahrhunderte entwickelt hat, um die Essenz von Blumen und Pflanzen in ihrer reinsten und intensivsten Form zu extrahieren. Die Ursprünge dieser Methode lassen sich bis in das alte Ägypten zurückverfolgen, wo bereits ähnliche Extraktionsmethoden zur Herstellung von Parfümölen und heiligen Salben verwendet wurden. In der Antike und im Mittelalter wurden destillative Verfahren verfeinert, doch die Technik der Lösungsmittel-Extraktion, wie wir sie heute kennen, begann sich erst im 19. Jahrhundert mit der industriellen Revolution und dem Fortschritt in der chemischen Technologie zu entwickeln.
Die Einführung von Lösungsmitteln wie Ethanol im 19. Jahrhundert revolutionierte die Parfümindustrie, indem sie die Gewinnung von Duftstoffen aus Materialien ermöglichte, die durch traditionelle Destillation nicht oder nur schwer zu verarbeiten waren. Die Methode wurde weiter verfeinert, um eine noch größere Reinheit und Konzentration der Duftstoffe zu erreichen. Insbesondere die Entdeckung, dass bestimmte Lösungsmittel wie Hexan effizienter in der Extraktion feiner Duftkomponenten sind, führte zur Entwicklung der modernen Absolue-Gewinnung.
Im 20. Jahrhundert wurden mit der zunehmenden Verfügbarkeit und Vielfalt chemischer Lösungsmittel sowie dem besseren Verständnis chemischer Prozesse die Methoden weiter optimiert. Dies ermöglichte die Produktion von Absolues, die sich durch eine außerordentliche Reinheit und eine unübertroffene Duftintensität auszeichnen. Gleichzeitig führten Fortschritte in der Umwelttechnik und der chemischen Sicherheit zu verbesserten Methoden der Lösungsmittelrückgewinnung und -entsorgung, wodurch die Umweltauswirkungen der Absolue-Herstellung verringert wurden.
Heute sind Absolues ein unverzichtbarer Bestandteil der Parfümerie und Aromatherapie, die für ihre Fähigkeit geschätzt werden, die subtilsten Nuancen und die volle Pracht der natürlichen Duftwelt einzufangen. Die Entwicklung der Absolue-Gewinnung reflektiert die fortwährende Suche der Menschheit nach Perfektion in der Kunst der Duftstoffextraktion, von den alten Zivilisationen bis hin zur modernen chemischen Technik.